# Zygeupolia rubens
Zygeupolia rubens är en djurart som tillhör fylumet slemmaskar, och som först beskrevs av Ernest F. Coe 1895.  Zygeupolia rubens ingår i släktet Zygeupolia och familjen Lineidae.
Artens utbredningsområde är Mexikanska golfen. Inga underarter finns listade i Catalogue of Life.